# 섀도 젠
섀도 젠(Shadow Zen, 본명: 장아오자(Zhang Aojia), 1979년 8월 16일 ~ )은 중국의 연극 배우이다.